# (365790) 2011 AK21
(365790) 2011 AK21 es un asteroide perteneciente al cinturón exterior de asteroides, descubierto el 1 de febrero de 2010 por Wide-field Infrared Survey Explorer desde el telescopio espacial Wide-Field Infrared Survey Explorer (WISE), Estados Unidos.

## Designación y nombre
Designado provisionalmente como 2011 AK21.

## Características orbitales
(365790) 2011 AK21 está situado a una distancia media del Sol de 3,206 ua, pudiendo alejarse hasta 3,598 ua y acercarse hasta 2,814 ua. Su excentricidad es 0,122 y la inclinación orbital 17,479 grados. Emplea 2096,43 días en completar una órbita alrededor del Sol.
Los próximos acercamientos a la órbita de Júpiter se producirán el 1 de noviembre de 2085  y el 7 de enero de 2097.

## Características físicas
La magnitud absoluta de 2011 AK21 es 15,78. 